# Gabriella Rasponi Spalletti
Gabriella Rasponi Spalletti (1853-1931) est une féministe, éducatrice et philanthrope italienne. Soucieuse d'améliorer la condition féminine, elle fonde en 1897 une école de broderie à Quarrata, en Toscane. En 1903, elle devient la première présidente du Conseil national des femmes italiennes et œuvre en faveur du droit de vote des femmes. Elle est également l'instigatrice du Congrès national des femmes italiennes de 1908,.

## Biographie
Née à Ravenne le 10 avril 1853, Gabriella Rasponi Spalletti est issue de la noblesse italienne. Elle est la fille aînée du comte Cesare Rasponi Bonanzi (1822–1886), homme politique et vice-consul de France, et de Letizia Rasponi Murat (1832–1906).
Hormis un bref séjour au couvent à l'âge de 12 ans, elle bénéficiera majoritairement d'une éducation à domicile réalisée par des précepteurs privés.
En 1870, elle épouse le politicien et comte Venceslao Spalleti Trivelli. Cinq enfants sont issus de cette union, mais trois seulement survivent : Carolina (1873-1940), Giambattista (1890-1967) et Cesare (1892-1967),.

## Premiers engagements associatifs et féministes
En 1894, Gabriella Rasponi Spalletti, son mari et ses enfants s'installent à Rome. Elle devient membre du conseil d'administration de la Croix-Rouge italienne. Elle rejoint également l'Associazione per la donna (Association pour la femme); elle y est responsable des fournitures médicales, de la collecte de fonds et des adhésions. Avec son mari, elle soutient de nombreuses œuvres caritatives.
En 1897, elle fonde une école de broderie à Quarrata. Non seulement l'ouverture de l'école ravive un certain intérêt pour l'artisanat local, mais elle permet aussi de développer une coopérative florissante avec des centaines de brodeuses.
À Rome, elle devient une salonnière active. Dans sa demeure qui fait face au palais du Quirinal, elle invite écrivains, philosophes, journalistes et hommes politiques. Parmi les invités figurent notamment Marco Minghetti et Ruggero Bonghi, ainsi que de nombreuses femmes influentes comme Dora Melegari, Antonietta Giacomelli et Giuseppina Lemaire.

## Création et présidence du Consiglio nazionale delle donne italiane
Après la mort de son époux, en 1899, elle se consacre pleinement à ses engagements féministes et pense de nouvelles façons de promouvoir sa cause.
Cette même année, elle a l'idée de réunir dans une même institution les activités pratiques, intellectuelles et éducatives des femmes afin de valoriser tant la culture féminine que féministe. À cet effet, elle crée la Federazione romana delle opere femminili (Fédération Romaine des œuvres féminines).
En 1903, la Fédération est dissoute puis est créé le Conseil national des femmes italiennes (Consiglio Nazionale delle Donne Italiane), branche italienne du Conseil international des femmes. Gabriella Rasponi Spalletti est la première présidente de l'organisation.
En 1908 a lieu le premier Congresso nazionale delle donne italiane (Congrès national des femmes italiennes) à Rome. Cet évènement réunit plus de 30 associations féministes et environ un millier de participantes. À cette occasion, la socialiste Linda Manalti, soutenue par Rasponi Spalletti, émet une proposition d'abolition de l'enseignement religieux au sein des écoles italiennes. Cet évènement cause le départ des participantes catholiques, qui décident de fonder leur propre organisation : l'Unione fra le donne cattoliche d'Italia (Union des femmes catholiques d'Italie).
Les années passant, Garbiella Rasponi Spalletti laisse une marge de manœuvre de plus en plus réduite au Conseil. D'aucuns dénoncent ses méthodes de gestion dictatoriales. Malgré cela, Rasponi Spalletti conservera son mandat jusqu'à sa mort.

## Fin de vie
En 1931, son état de santé se dégrade. Elle reçoit la visite du prêtre catholique Don Orione, avec qui elle avait coopéré lors du tremblement de terre de 1908. Nait alors, entre eux, une relation durable empreinte de respect mutuel. Elle recevra de Don Orione son dernier sacrement.
Elle décède le 29 septembre 1931, à Rome.